# ناوچه کلاس کوتور
ناوچه کلاس کوتور (به انگلیسی: Kotor-class frigate) یک کلاس از کشتی به طول ۹۱٫۸ متر است.